# Таймырский пиджин
Таймырский пиджин, или говорка — пиджин на русской основе, имевший распространение на полуострове Таймыр. Возник в XVIII-XIX веках на основе русской лексики и использовался как средство межэтнической коммуникации среди самодийских (нганасаны, энцы), тюркских (долганы) и тунгусо-маньчжурских (эвенки) народов. В настоящее время говоркой владеют лишь несколько нганасанов преклонного возраста.

## История
По мнению российского лингвиста Е. Хелимского, который занимался исследованиями говорки, она возникла в XVIII-ХІХ вв. в результате контактирования русских переселенцев на Южном Таймыре с местными этносами, в результате чего переселенцы постепенно растворились в среде местных якутов и эвенков, став одним из компонентов новой долганской народности. Возникший язык (либо его предшественник) и мог на первых этапах этих контактов облегчить общение между русскими и местными этническими группами.
А. Урманчиева в начале своей работы «Говорка: пример структурно смешанного языка» делает вывод, что лексически говорка представляет собой язык, в лексическую основу которого положен русский язык, в то время как грамматическая структура подчиняется реалиям местных языков. Это обстоятельство делает говорку отличной от других пиджинов, в которых, обычно, происходит не заимствование грамматики, а её упрощение.
В формировании говорки приняли участие как русские (затундровые крестьяне), так и представители этносов Таймыра — самодийцы (энцы, нганасаны), тюрки (долганы) и тунгусо-маньчжуры (эвенки). По мнению А. Урманчиевой, среди северных самодийцев наиболее активное участие в формировании говорки приняли энцы.
Как полагает Д. Штерн, говорка возникла в результате аккомодации нескольких вариантов русского языка, существовавших на тогдашнем Таймыре. С одной стороны выступали пиджинизированные формы русского языка, с другой — русский язык затундровых крестьян. Это мнение, в частности, подтверждает некоторые явления в говорки. По словам Урманчиевой, говорка могла возникнуть в результате смешанных браков между долганами (скорее всего, крещеными туземцами) и русскими, при этом долгане уже на то время владели определённой пиджинизированной формой русского языка, которая и претерпела смешение со стандартным русским языком — именно этот результат, как отмечала Урманчиева, является говоркой.

## Исследование
Первое исследование говорки, как и собственно её открытие, было сделано Я. Хелимским. В числе других исследователей говорки — Д. Штерн и А. Урманчиева. О существовании говорки у норильских Долганов упоминала Е. Убратова.

## Лингвистические черты

### Лексика
Как отмечает в своих исследованиях Е. Хелимский, лексика говорки почти полностью заимствована из русского языка.

### Грамматика
В структурном отношении грамматика говорки далека от русской и отражает урало-алтайский морфосинтаксический тип, преобразованный в сторону большего аналитизма. При этом грамматические морфемы, как и лексика, имеют русское происхождение.
В глаголе отмечается сохранение времени, лица и числа. Существительное, прилагательное и местоимение потеряли различие по роду и падежу, а также перестроили число, что дает основание Е. Хвастовской рассматривать говорку как язык, не являющийся пиджином. По мнению Хелимского, говорка различает два числа и три рода в формах прошедшего времени изъявительного и условного наклонения (в единственном числе), два числа и три лица в настоящем и будущем временах индикатива, но применение этих форм хаотично.
Выделяется особое использование слов «место», «мера». Гусев полагает, что «мера» является калькой с долганского «haga» и «hagyna» с учётом упрощения морфологии, которое свойственно пиджину. «Место», по мнению Урманчиевой, соответствует четырём локативным падежам северно-самодийских языков (латив, локатив, аблатив, пролатив) и новому нганасанский аллативу.

## Примеры
Ниже приведены несколько примеров говорки, дающих общее представление о ней и отражающих вышеупомянутые общие черты. В скобках для сравнения приводится перевод на русский язык.
- Какой-то земля дыра попал (попал в какую-то дыру в земле)[1];
- Ночью тебя парень меня место ходил (ночью твой сын приходил ко мне)[7];
- Тарик место такан налил (он налил старику стакан)[4];
- Тут время тут мера был (в то время он был вот таким)[4].